# سامسونگ اس‌جی‌اچ-تی۱۰۰
سامسونگ اس‌جی‌اچ-تی۱۰۰ یک‌نمونه از گوشی‌های تلفن همراه سری T شرکت سامسونگ می‌باشد  که توسط همین شرکت به بازار عرضه شده‌است.